# Procuraduría General del Estado
La Procuraduría General del Estado en Ecuador, es un órgano autónomo de Administración Pública, cuya función es representar judicialmente al Estado ecuatoriano. Actualmente, el procurador general del Estado es Juan Carlos Larrea.

## Historia
Creada en 1928 por Isidro Ayora producto de la Revolución Juliana, mediante Decreto Supremo. Originalmente, la institución dependía directamente de la Presidencia de la República y era un cargo de libre remoción.
En 1945, se menciona por primera vez al organismo en la Constitución de la República, sin embargo dependía de la dirección del presidente de la República.
Con la Constitución de 1978, el procurador general del Estado es elegido por la Cámara Nacional de Representantes a través de una terna enviada por el presidente de la República. Asimismo, se le asigna la función de la representación judicial del Estado.
En 1997, se separan las funciones de Ministerio Público a un órgano independiente, que hoy se conoce como Fiscalía General del Estado (Ecuador) que responde a otra función de Estado, la Función Judicial.
Desde 2008, la Constitución de la República otorga a la institución autonomía administrativa y financiera.

## Marco Legal
La institución está definida por el artículo 234 de la Constitución de la República del Ecuador. El organismo es autónomo y su máxima autoridad, es el procurador general del Estado, que es designado cada cuatro años mediante una terna enviada por el presidente de la República al Consejo de Participación Ciudadana y Control Social.

### Funciones
Las funciones del organismo están dispuestas por la Constitución y son:
1. La representación judicial del Estado.
2. El patrocinio del Estado y de sus instituciones.
3. El asesoramiento legal y la absolución de las consultas jurídicas a los organismos del sector público cuando la Constitución o la ley no otorgue competencias a otras autoridades u organismos.
4. Control de los actos y contratos que suscriban las autoridades públicas.